# Archivo Español de Arte
Archivo Español de Arte és una revista científica publicada per l’Instituto Diego Velázquez del CSIC (Madrid), fundada el 1940, i dedicada a la investigació de la Història de l'Art Espanyol i també de l'estranger en relació amb Espanya, des de l'edat mitjana fins als nostres dies. Va dirigida, preferentment, a la comunitat científica i universitària, tant nacional com internacional, així com a tots els professionals de l'Art en general. La seva periodicitat és trimestral.
La revista continua la mateixa línia de l'antiga publicació, l'Archivo Español de Arte y Arqueología (1925-37), que el 1940 se separa en dues revistes independents, l'Archivo Español de Arqueología i l'Archivo Español de Arte.